# Lakeside (comté de San Patricio, Texas)
Pour les articles homonymes, voir Lakeside (homonymie).
Lakeside est une ville située au nord-ouest du comté de San Patricio, au Texas, aux États-Unis,.

## Démographie
Lors du recensement de 2010, la ville comptait une population de 312 habitants. Elle est estimée, en 2016, à 316 habitants (augmentation de 1,28%).

### Source de la traduction
- (en) Cet article est partiellement ou en totalité issu de l’article de Wikipédia en anglais intitulé « Lakeside, San Patricio County, Texas » (voir la liste des auteurs).